# 二分心
二分心（にぶんしん、英: Bicameral Mind）は、ジュリアン・ジェインズによる人間の心の仮説である。1976年の著作『神々の沈黙-意識の誕生と文明の興亡』（英: The Origin of Consciousness in the Breakdown of the Bicameral Mind）により提唱された古代人の意識についての仮説である。

## 概説
ジュリアン・ジェインズは、人の意識の起源の研究を進めるにつれ、意識は言葉に深く根ざしているため、人が言語能力を持たない段階では意識はなかったことに気づいた。さらに、言語を会得した後の段階の考察を、西洋古典学・神話学・考古学・心理学を駆使して進め、意識の起原は意外に新しく、今から約3000年前に生成したと結論するに至った。それ以前の人間は、意識の代わりに二分心を持つことにより、社会生活を成り立たせていたという。
ジェインズは、古代人の心は、神々の声を出していた部分と、現代で言う意識している心とに分かれていたと考えた（ここでいう神々とは、従来宗教が説いているような神ではなく、いわば内心の声とでも言うべきもの）。偶像や神託、霊媒などの該博な例を駆使して、かつては危機解決の役を果たしていた神の声が徐々に衰退していった様を分析した。現代では統合失調症（精神分裂病）にその痕跡をとどめているに過ぎないと述べる。
二分心時代の人間を描写した代表的な文献は『イーリアス』である。意識時代の現代においては二分心はほぼ消滅しているが、幻聴等の症状の現象が二分心によるものだとされる。
巻末に近い部分では、さらに深くジェインズは踏み込み「真実という概念そのものが、・・大昔の確実性に対して誰もが抱く根深いノスタルジアの一部」なのではないかとも示唆する。

## 関連書
- Kuijsten, Marcel (2006) (英語). Reflections on the Dawn of Consciousness: Julian Jaynes's Bicameral Mind Theory Revisited. Henderson, NV: Julian Jaynes Society. ISBN 978-0-9790744-0-0. OCLC 137260168
- 嶋津好生「ロボットが神々の声を聴くとき」『九州産業大学工学部研究報告』第43号、九州産業大学工学部、39-42頁、ISSN 02867826。

## 関連
- Julian Jaynes(en.wikiquote)
- ホメーロス問題